# Ocotea atacta
Ocotea atacta är en lagerväxtart som beskrevs av Lorea-hern.. Ocotea atacta ingår i släktet Ocotea och familjen lagerväxter. Inga underarter finns listade i Catalogue of Life.